# Maiden Island (Saint George)
Maiden Island ist eine Insel vor der Nordostküste der Karibikinsel Antigua des Staates Antigua und Barbuda.

## Lage und Landschaft
Maiden Island liegt zwischen Long Island (Jumby Bay) und Barnacle Point beim Flughafen V.C. Bird International. Verwaltungsmäßig gehört sie zum Saint George Parish.
Maiden Island gehörte in den 2000er Jahren zeitweilig dem Finanzbetrüger Allen Stanford.